# Tom Hunting
Tom Hunting é um baterista mais conhecido por ser fundador da banda de thrash metal Exodus. Participou nas gravações dos três primeiros álbuns, voltou na reunião de 1997, gravou o álbum de retorno Tempo of the Damned em 2004, com Rick Hunolt e Steve Souza, mas saiu novamente noa ano seguinte. Para substituí-lo na gravação do álbum Shovel Headed Kill Machine foi chamado Paul Bostaph, que havia recentemente saído do Slayer devido a volta de Dave Lombardo. Em 2007 ele retornou à banda.
A formação original do grupo contava com Hunting (bateria), Jeff Andrews (baixo) e nas guitarras Tim Agnello e Kirk Hammett, que dois anos mais tarde trocaria a banda para integrar o Metallica. O Exodus se separou em 1992, para volta cinco anos depois, numa reunião, e definitivamente em 2001. Neste meio tempo, Hunting formou a banda Wardance com Rick Hunolt e o baixista Jack Gibson.
Ficou em 28° lugar na lista dos "50 melhores bateristas de hard rock e metal de todos os tempos" do site Loudwire.

## Discografia
com Exodus
- 1985 - Bonded by Blood
- 1987 - Pleasures of the Flesh
- 1989 - Fabulous Disaster
- 1997  - Another Lesson in Violence (ao vivo)
- 2004 - Tempo of the Damned
- 2004 - Live at the DNA 2004 (ao vivo)
- 2007 - The Atrocity Exhibition: Exhibit A
- 2008 - Let There Be Blood
- 2010 - Exhibit B: The Human Condition
- 2014 - Blood In, Blood Out